# فردریک برانسیسل
فردریک برانسیسل (انگلیسی: Frédéric Bruynseels; ۱۳ ژوئیهٔ ۱۸۸۸ – ۱۰ اکتبر ۱۹۵۹) قایقران قایق بادبانی اهل بلژیک بود.